# Représentations diplomatiques au Honduras

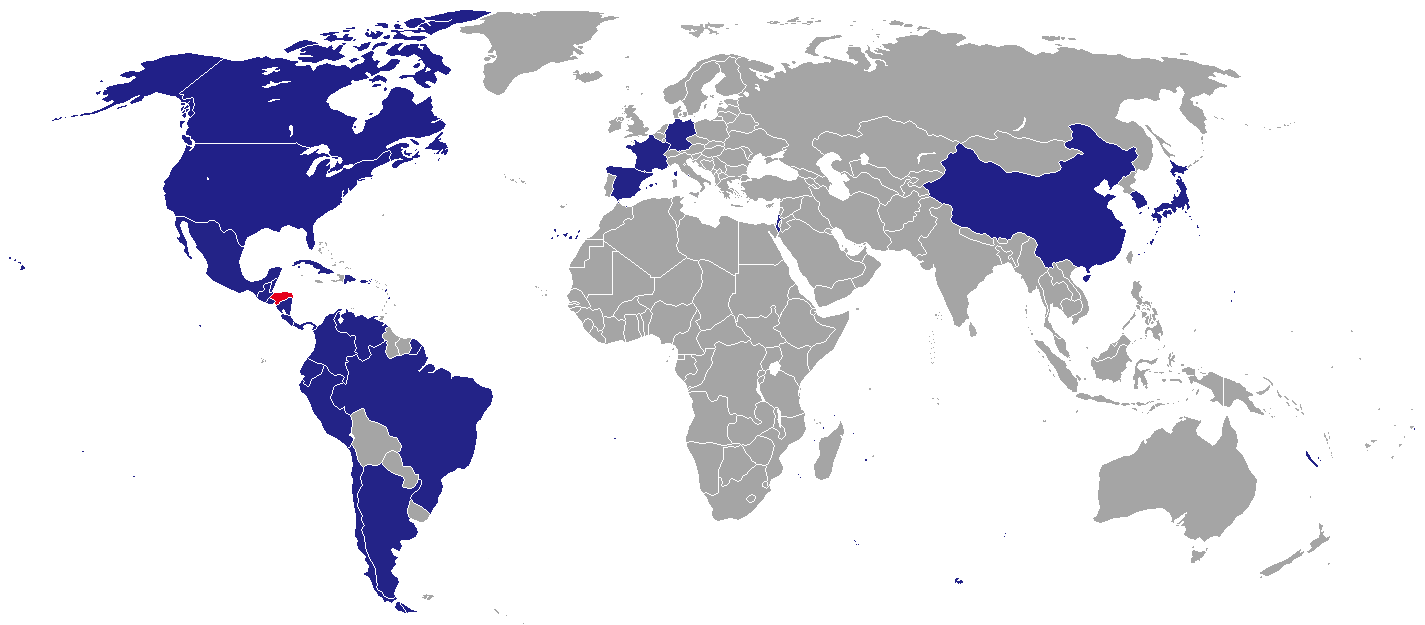
Carte des représentations diplomatiques au Honduras

Voici une liste des représentations diplomatiques au Honduras, qui est une république située en Amérique centrale. La capitale, Tegucigalpa, accueille 25 ambassades.

## Ambassades
| - Allemagne - Argentine - Belize - Brésil - Chili - Colombie - Corée du Sud - Costa Rica - Cuba - Espagne - Équateur - États-Unis - France | - Guatemala - Japon - Mexique - Nicaragua Ordre souverain de Malte - Panama - Pérou - République dominicaine - Salvador - Taïwan - Vatican - Venezuela |

## Bureaux
- Canada
- Israël (Bureau du commerce et de la coopération)[1]
- Suisse (Bureau de coopération suisse)

## Consulats généraux

### Choluteca
- Salvador

### San Pedro Sula
- Guatemala
- Mexique
- Salvador
- Taïwan

## Ambassades non résidentes

### Guatemala
- Canada
- Égypte
- Inde
- Israël
- Italie
- Maroc
- Royaume-Uni
- Suède
- Turquie
- Uruguay

### La Havane
- Cambodge
- Dominique
- Guinée
- Kenya
- Laos
- Mali
- Sénégal
- Syrie
- Tanzanie

### Managua
- Finlande
- Iran
- Palestine
- Russie

### Mexico
- Algérie
- Arabie saoudite
- Australie
- Belgique
- Côte d'Ivoire
- Grèce
- Irak
- Jordanie
- Koweït
- Liban
- Libye
- Malaisie
- Norvège
- Nouvelle-Zélande
- Philippines
- Portugal
- Serbie
- Thaïlande
- Viêt Nam

### New York
- Croatie
- Fidji
- Guinée-Bissau
- Îles Marshall
- Irlande
- Kirghizistan
- Maldives
- Nauru
- République centrafricaine
- Sierra Leone
- Somalie
- Soudan
- Soudan du Sud
- Tonga

### Ottawa
- Islande

### Panama
- Indonésie
- Kosovo
- Paraguay

### San José
- Bolivie
- Émirats arabes unis
- Pologne

### San Salvador
- Qatar

### Singapour
- Singapour

### Washington
- Bahreïn
- Togo
- Tunisie
- Turkménistan
- Yémen
- Zambie
- Zimbabwe

## Prochaines représentations diplomatiques
- Israël